# Hair (Hair)
Hair è un brano musicale del 1968 composto da Galt MacDermot su testi di James Rado e Gerome Ragni per l'omonimo musical.

## Il brano
Il brano viene cantato per la prima volta nella prima rappresentazione del musical Hair, da Walker Daniels, Gerome Ragni e dalla compagnia dell'Off-Broadway, il 17 ottobre 1967. La prima incisione della traccia risale invece al 1968, per opera di James Rado, Gerome Ragni e la compagnia teatrale.

## Cover
- Hair è stato uno dei maggiori successi del gruppo musicale The Cowsills, che ha raggiunto la posizione numero #1 nella Cash Box Top 100[2], la numero #2 nella Billboard Hot 100[3] e nuovamente la prima nella Billboard Canadian Singles Chart[4].
- È stato pubblicato come singolo in Australia nel 1969 dal cantante Doug Parkinson.
- L'italiano Elio Gandolfi ne ha cantata la versione in italiano, nel 1968, intitolata Capelli[5] ed inserita nella compilation Quei favolosi anni '60 ● 1968 - 10[6] del 1993 e Stasera shake![7] del 2004.
- Il gruppo The Dickies ha cantato una cover pubblicata nel 1989 nell'album Second Coming.
- La canzone è stata cantata in un mash-up in Glee.

## Riferimenti culturali
- La canzone è apparsa nella serie animata I Simpson, nell'episodio Simpsoncalifragilistichespirali-d'oh-so dell'ottava stagione